# Xavi Roca
Pour les articles homonymes, voir Roca.
Xavier Roca Mateo, plus connu comme Xavi Roca, né le 19 janvier 1974 à Barcelone, est un footballeur espagnol.
Après avoir joué au FC Barcelone, Villarreal CF ou RCD Espanyol, il fait désormais partie de la direction sportive du CE Sabadell.

## Biographie

### Clubs
Xavi Roca se forme à La Masia, le centre de formation du FC Barcelone. Il débute en deuxième division avec le FC Barcelone B lors de la saison 1994-1995. Il joue avec le Barça B durant trois saisons et devient capitaine de l'équipe. Xavi Roca débute en équipe première le 26 mai 1996 lors d'un match de championnat face au Deportivo La Corogne. Xavi Roca ne parvient pas à s'imposer au Barça ce qui l'amène à signer en été 1997 un contrat avec le CD Logroñés qui joue en deuxième division. 
En 1998, Roca signe au CD Toledo, puis au Villarreal CF avec qui il monte en première division. En 2002, il est recruté par le RCD Espanyol, mais il joue peu. Il passe ensuite dans les rangs du Rayo Vallecano, puis du CE L'Hospitalet et du CE Sabadell dont il devient le capitaine. En 2008, Xavi Roca est recruté par le club néo-zélandais d'Auckland City FC où il reste une saison. Il remporte le championnat et la Ligue des champions de l'Océanie. En 2009, il revient en Espagne pour jouer au CE Europa en troisième division. En même temps, il fait partie de la direction sportive du CE Sabadell. Il met un terme à sa carrière de joueur en 2010 à l'âge de 36 ans.

### Équipe nationale
Xavi Roca joue avec l'équipe d'Espagne des moins de 15 ans et des moins de 21 ans.

## Palmarès
Avec Auckland City FC :
- Vainqueur de la Ligue des champions de l'OFC en 2009
- Champion de Nouvelle-Zélande en 2009